# Трамвайное сообщение Верхней Силезии
Силезские Трамваи — одна из крупнейших трамвайных систем в мире, существует с 1894 года. Система простирается более чем на 50 километров (с востока на запад) в Верхней Силезии (Южная Польша) и охватывает 13 городов (главный город района Катовице, Бендзин, Бытом, Хожув, Челядзь, Домброва-Гурнича, Гливице, Мысловице, Руда-Слёнска, Семяновице-Слёнске, Сосновец, Свентохловице и Забже) и их предместья. Район высокоиндустриализирован (угледобыча, коксохимия, металлургия и другие отрасли промышленности; с 1990-х переживают упадок) и имеет суммарное население около 2 миллионов человек.
Вся сеть обслуживается и управляется акционерным обществом «Силезские трамваи» (пол. Tramwaje Śląskie S.A.), 100 % акций которого принадлежит Коммунальному союзу сообщений Верхнесилезского промышленного округа (пол. Komunikacyjny Związek Komunalny Górnośląskiego Okręgu Przemysłowego).

## Основная информация
- Колея: 1435 мм (стефенсоновская).
- Полная протяжённость: 178,35 км, в том числе:
  - двухпутных участков: 119,65 км;
  - однопутных участков: 58,7 км;
- Число маршрутов: 25
- Число пассажирских поездов: 301.
- Ежедневный выпуск вагонов на линии: приблизительно 300
- Число депо: 5 (Бендзин, Хожув-Баторы, Бытом-Строшек, Гливице, Катовице-Заводзе)
- Самый длинный маршрут: 22,55 км (№ 21)
- Самый короткий маршрут: 1,35 км (№ 38)

## История
Первым участком сети стала узкоколейная (785 мм) железная дорога на паровой тяге Гливице—Забже—Руда-Слёнска—Бытом—Вельке-Пекары общей протяжённостью 34,5 км. Она была открыта в течение 1894 года в три очереди: 27 мая Бытом—Вельке-Пекары, 26 августа Гливице—Забже, 30 декабря Забже—Бытом. Владельцем железной дороги было берлинское акционерное общество «Верхнесилезские паровые трамваи» (нем. Oberschlesische Dampfstrassenbahnen AG). К концу первого года работы было перевезено 853 158 пассажиров. В 1896 году вступили в строй линии Катовице—Семяновице и Катовице—Хожув. В следующем году была открыта линия Хожув—Семяновице.
В сентябре 1898 года, когда протяжённость сети достигла примерно 75 км, была начата её электрификация. Общество «Силезская малая железная дорога» (нем. Schlesiche Kleinbahn AG, пол. Śląskie Kolejki) открыло в 1899 году движение электрических трамваев на линии Катовице—Хожув. Через год открылась линия Катовице—Мысловице. В 1900 году трамваи перевезли 7 603 856 пассажиров. В 1904 году сеть объединилась под единым управлением.
В 1912 году в Катовице была построена линия стандартной колеи (1435 мм). В 1913 году была открыта отдельная система, соединяющая Бытом с предместьями и деревнями к западу от города. После Первой мировой войны и Силезских восстаний трамвайная сеть была разделена между Польшей и Германией — появилось международное сообщение (до 1937-го). В 1928 году другая система стандартной колеи была открыта в Сосновце, Бедзине и Домброве-Гурниче (в так называемом Домбровском угольном бассейне, примыкающем к Верхнесилезскому угольному бассейну). Между 1928 и 1936 годами большая часть первоначальной узкоколейной сети была перешита на стандартную колею (хотя последняя узкоколейная линия, Семяновице-Слёнске—Хожув, оставалась до 1952-го). Это позволило связаться с новой системой в Сосновце (сообщение между Хожувом и Сосновцем через Катовице было установлено в 1931-м).
Во время Второй мировой войны немецкие власти решили объединить все системы, существующие с тех пор как единая сеть (хотя старые границы всё ещё легко прослеживаются). Система нумерации маршрутов, введённая в 1940 году при объединении системы, используется до сих пор. В 1951 году система была передана под управление государственной компании (Катовицкое воеводское предприятие сообщений) и до 1970-х расширялась и частично модернизировалась, достигнув максимальной длины в конце 1970-х (приблизительно 235 км). С конца 1960-х классический подвижной состав был заменён современными вагонами, основанными на американской концепции PCC. В 1980-е годы некоторые из немодернизированных сельских линий были демонтированы (самая длинная линия от Бытома до Вешовы с ответвлением к Столяжовице).
В конце 1980-х произошли изменения в Польше (сворачивание социализма), которые не улучшили службу трамвая — напротив, состояние трамвайной компании (АО «Трамвае Слёнске») ухудшалось с каждым годом с середины 1990-х. Последняя новая линия была построена в 1980—1982 годах (между Сосновцем и Загуже). В конце 1990-х линия Бытом—Хожув—Катовице должна была быть модернизирована по стандартам ЛРТ. Из-за недостатка финансов, модернизация была выполнена только частично (включая закупку 17 низкопольных вагонов нового типа Цитадис производства концерна Альстом).

## Современность

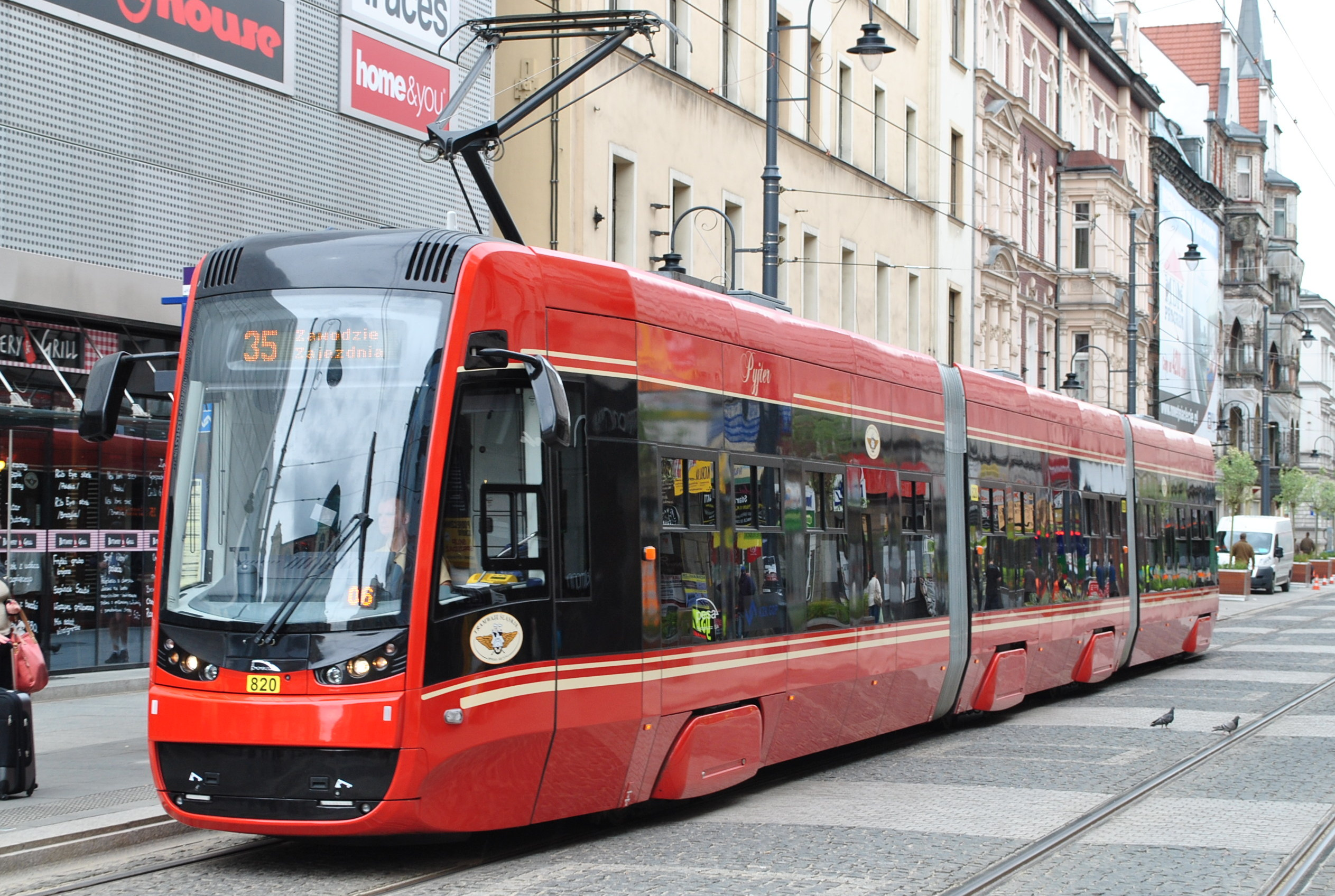
Pesa Twist 2012N

В середине 2000-х годов хронический недостаток финансирования был виден на каждом шагу. Проводился только самый срочный ремонт, состояние подвижного состава (возраст вагонов главным образом 15-35 лет) и инфраструктуры было плохим. В 2006 году две линии (8 Бытом-Дброуки Вилки и 25 Бендзин-Войковице) были закрыты, однако их текущая замена автобусами была проведена очень неудачно. Несмотря на то, что скорость движения трамваев невысока, и трамваи почти проиграли соревнование с автобусами — трамваи проходят через центры городов и по улицам, закрытым для движения автомобилей, избегая тем самым большинство пробок. Однако, большой потенциал системы, которая была и всё ещё должна быть основой транспорта, использовался не в полной мере.
В 2006 году принята программа реконструкции сети. На смену Государственному унитарному предприятию пришло коммерческое акционерное общество «Силезские трамваи».
В 2013 году при поддержке Европейского союза началась повсеместная модернизация трамвайной сети. Проведён тендер на закупку 30 новых и модернизацию 75 существующих трамваев. Планируется отремонтировать или уже отремонтировано 46 км путей в однопутном измерении.
В 2014 году закуплен новый подвижной состав из низкопольных трамваев типа Pesa Twist 2012N.

## Подвижной состав
| Фотография           | Название                            | Начало эксплуатации  | Описание | Депо                                              |                      | Число вагонов |
| -------------------- | ----------------------------------- | -------------------- | --- | ------------------------------------------------- | -------------------- | ------------- |
|                      | PESA Twist 2012N                    | 2013                 | Низкопольные сочлененные трамваи более старого образца, производимые на заводе в Быдгощи. | Катовице Заводзе, Бендзин                         |                      | 38            |
|                      | PESA Twist 2017N                    | 2020                 | Низкопольные сочлененные трамваи более нового образца, производимые на заводе в Быдгощи. | Катовице Заводзе                                  |                      | 32            |
|                      | Konstal 105Na                       | 1979                 | Развитие конструкции 105N. Трамваи данного типа составляют большинство состава Силезских Трамваев. Курсируют как отдельные вагоны, так и двухвагонные составы. | Катовице Заводзе, Бытом Строшек, Бендзин, Гливице |                      | 73            |
|                      | Konstal 105N-2K                     | 2000                 | Объединяет ряд модернизированных трамваев Konstal 105Na. Производятся с 2000 года и включают различные модификации. Часть трамваев подвергнута изменению внешнего вида путём установки фронтальных панелей. Единого образца переделки не было, поэтому возникла значительная разница во внешнем виде вагонов из отдельных серий. | Катовице Заводзе, Бытом Строшек, Бендзин, Гливице |                      | 21            |
|                      | Konstal 111N                        | 1993                 | Шесть искусств этих вагонов осталось выполненных на специальное заказ «ПТК Катовице» через хожувский Konstal в цели удержания маятникового трамвайного движения в Гливицах ко времени ремонта железнодорожного виадука. Имеют двери с обеих сторон, а возможность двунаправленной езды получать через соединение двух вагонов в состав. Между 2006 и 2008 годами два вагона были одолжены через ГПТ Краков. На каждого день соединяемое в склады исключительно в случае необходимости. | Гливице                                           |                      | 6             |
|                      | Konstal 116Nd                       | 2000                 | Выпущены предприятиями ALSTOM konstal в Хожове в рамках модернизации линии 6/41. Трёхвагонные составы длиной 24 метра. 73 % вагонов низкопольные. Снабжены электронной системой оповещения пассажиров, включая голосовое объявляние остановок. Слабая конструкция вкупе с плохим состоянием рельсового полотна привела к большому числу аварий (в том числе с трещинами в несущих элементах кузовов).                                                                                  | Катовице                                          |                      | 17            |
|                      | Düwag Pt/Ptb/Ptm                    | 2010                 | Куплены в 2010 году для улучшения сообщения во время ремонтных работ на линии. Издержки покупки и ремонта не превысили 430 тыс. злотых. Некоторые вагоны прошли модернизацию под модификацией Ptm. |                                                   |                      | 15            |
|                      | Konstal 105N-HF11AC                 | 2013                 | Модернизованные в течение 2013-2014 годов трамвайные вагоны Konstal 105Na. Во время модернизации были изменены оборудование, внешний вид, кабина и салон. |                                                   |                      | 68            |
|                      | Konstal 105N-Alfa HF07              | 2007                 | Во время модернизации обмен кузова с неизвестным другим вагоном. |                                                   |                      | 1             |
|                      | Modertrans Moderus Beta MF 10 AC    | 2020                 | Низкопольные односторонние односекционные трамваи современного образца, производимые на предприятии Modertrans Poznań в городе Познань. |                                                   |                      | 13            |
|                      | Modertrans Moderus Beta MF 11 AC BD | 2020                 | Низкопольные двухсторонние односекционные трамваи современного образца, производимые на предприятии Modertrans Poznań в городе Познань. |                                                   |                      | 3             |
|                      | Modertrans Moderus Beta MF 16 AC BD | 2015                 | Низкопольные двухсторонние трехсекционные трамваи производимые на предприятии Modertrans Poznań в городе Познань. |                                                   |                      | 12            |
|                      | Konstal N                           | 1951                 | Производился в течение 1950-1956 годов на заводе Konstal в городе Хожув. |                                                   |                      | 2             |
| Все вагоны           | Все вагоны                          | Все вагоны           | Все вагоны | Все вагоны                                        | Все вагоны           | 301           |
| Низкопольных вагонов | Низкопольных вагонов                | Низкопольных вагонов | Низкопольных вагонов | Низкопольных вагонов                              | Низкопольных вагонов | 38,2 %        |

| Фотография | Название     | Год реставрации | Описание                        | Депо              | Бортовые номера | Число вагонов |
| ---------- | ------------ | --------------- | ------------------------------- | ----------------- | --------------- | ------------- |
|            | Konstal 105N | ≈2009           | Переделан назад в исторический. | Катовице Заводзе, | №338            | 1             |
|            |              |                 |                                 |                   |                 |               |

## Маршруты
- 0. Катовице (площадь Свободы) - Рынок - Домб - Хожув (Силезский стадион)
- 2. Бытом (площадь Сикорского) - Шомберки - Бобрек - Бискупице - Забже - Мачеюв - Гливице Депо
- 3. Вокзал Микульчыце — Забже — вокзал Макошовый
- 4. Депо Гливице — Мацеюв — Забже — кольцо Забоже Ломпы
- 5. Бытом (площадь Сикорского) — Шомберки — Бобрек — Бискупице — Забже — петля Заборже
- 6. Кольцо Брынув (Временно ходит до Кольца Заводзе) — Катовице — Домб — Хожув — Лагевники Восточные — Бытом (площадь Сикорского)
- 7. Бытом (площадь Сикорского) - Лагевники  — Хропачув - Пясники — Свентохловице — Хожув Баторы — Заленже — Катовице (площадь Свободы) — Заводзе — Кольцо Шопенице
- 9.  Петля Хебзе — Новый Бытом — Вирек — Свентохловице — Хожув (Рыночная площадь)
- 10. Бытом (площадь Сикорского) - Бытом - Лагевники - Хожув - Свентохловице - Руда Слёнска - петля Забоже
- 13. Семяновице (площадь Скарги) — Велновец — Катовице - Залэнже - Хожув Баторы депо
- 14.  Кольцо Брынув - Катовице - Заводзе  - петля Шопенице
- 15. Катовице (площадь Свободы) — Заводзе — Шопенице — Сосновец — Шьродула — кольцо Загуже, Яна Павла II
- 16. Вэлновец (площадь Альфреда) — Катовице — кольцо Брынув
- 17. Хожув (Рыночная площадь) — Свентохловице — Пяшьники — Лагевники — Хропачув — Липины — кольцо Хебзе
- 21. Кольцо Милёвице — Сосновец — Погонь — Бендзин — Домброва Гурнича — Голонуг — Завод «Гута Катовице»
- 22. Кольцо Челаджь — Бендзин — Домброва Гурнича — Голонуг — Завод «Гута Катовице»
- 23. Хожув (Силезский стадион) — Домб — Катовице — Заводзе — кольцо Шопенице
- 24. Константинув Окжей — Сосновец — Погонь — Бендзин микрорайон «Замкова»
- 25. Катовице Силезский Стадион (Восточная петля) - Катовице Бизнес Парк - Катовице (площадь Свободы) - Рынок - Заводже - петля Шопенице
- 26. Кольцо Милёвице — Сосновец — Даньдувка — Нивка — Моджеюв — вокзал Мысловице
- 27. Депо Бендзин — Погонь — Сосновец — Даньдувка — Климонтув — Поромбка — кольцо Казимеж Гурнича
- 29. Бытом (площадь Сикорского) - Шомберки - Годула - петля Хебзе
- 38. Бытом (Костёл св. Троицы) — ул. Пекарская — Бытом (повстанцев Силезии)
- 41. Катовице (площадь Мярки) - Катовице - Домб  - Хожув (Силезский стадион)
- 46. Петля Брынув - Катовице - Кошутка (петля Солнечная)

## Интересный факт
Хотя Силезская трамвайная система фактически является междугородней, город Катовице включён в рейтинг городских трамвайных систем и занимает там (по состоянию на 2015 год) 5-е место по длине трамвайных путей.